# Karangampel Kidul
Karangampel Kidul is een bestuurslaag in het regentschap Indramayu van de provincie West-Java, Indonesië. Karangampel Kidul telt 9501 inwoners (volkstelling 2010).